# Satyrus dörriesi
Satyrus dörriesi är en fjärilsart som beskrevs av Bang-haas 1933. Satyrus dörriesi ingår i släktet Satyrus och familjen praktfjärilar. Inga underarter finns listade.